# Městský okruh (Praha)

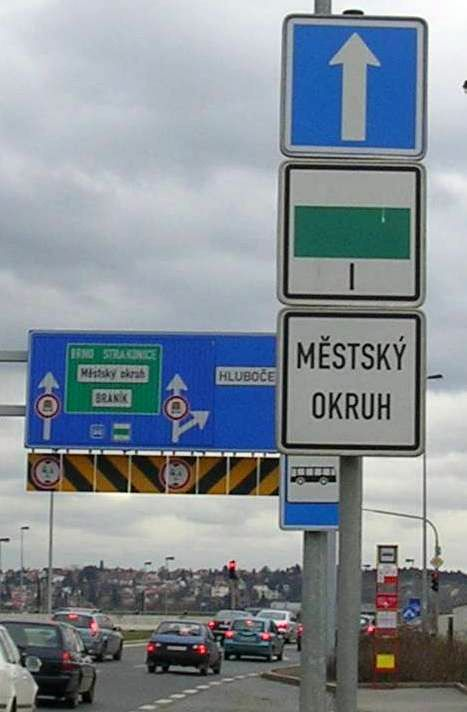
Označení nájezdu na Městský okruh na Smíchově (2007)

Městský okruh (MO, vnitřní okruh) je název jednoho ze dvou okruhů pozemních komunikací  hlavního města Prahy určený k objíždění jeho centra. Druhým, vnějším okruhem po obvodu města je dálnice D0 s názvem Pražský okruh. Z vnitřního okruhu je postaven úsek z Troji přes tunelový komplex Blanka, Strahovský tunel, Tunel Mrázovka, Barrandovský most a Jižní spojku, za níž provizorně pokračuje po začátku Štěrboholské radiály. Propojení okruhu na severovýchodě je plánováno.
Původně byl označovaný jako II. okruh, Střední okruh, Střední pražský okruh a Střední městský okruh (SMO) a značen jako trasa po běžných městských ulicích (viz starý II. okruh). Protože byl roku 1990 zrušen původní vnitřní okruh, stal se dosavadní II. okruh fakticky I. okruhem a byl přeznačen na Městský okruh. V rámci budování ZÁKOS a dalších, aktualizovaných plánů je postupně nahrazován speciální rychlostní komunikací, která původně byla plánována jako rychlostní silnice R29, avšak poté, co bylo roku 2005 rozhodnuto o její kategorizaci jako místní komunikace I. třídy, se místo toho označuje jen názvem Městský okruh a zkratkou MO. Označení Městský okruh se používá jak pro budované rychlostní úseky, tak i pro trasu po stávajících nerychlostních komunikacích v částech, kde nový okruh ještě nebyl dokončen. Jednotlivé části okruhu většinou mají svůj vlastní název ulice (například Jižní spojka, Dobříšská atd.), na rozdíl od vnějšího Pražského okruhu, jehož označení je zároveň oficiálním názvem ulice.
Celková plánovaná délka rychlostního vnitřního Městského okruhu má být 32,1 km, z čehož od roku 2016, kdy byl otevřen tunelový komplex Blanka, bylo v provozu 22 km. Zbývá dostavět 10,1 km v severovýchodní části Prahy, ta byla v roce 2019 přepracovaná a většina by měla být vedena pod zemí, stavět se původně mělo začít roku 2023. V březnu 2022 oznámil náměstek primátora pro územní rozvoj, že by tato stavba mohla začít až v roce 2027.

## Městský okruh v koncepci pražské dopravy
Původně (podle plánu ze šedesátých let 20. století) měly být kolem Prahy tři okruhy: vnitřní okruh (VMO), střední okruh (SMO) a vnější okruh (VO). Vnější okruh měl sloužit tranzitní dopravě a propojit dálnice a rychlostní silnice směřující ku Praze. Střední okruh měl být určen pro městskou a příměstskou silniční dopravu. Vnitřní okruh měl v trase z Holešovic kolem hlavního nádraží, přes Nuselský most a na Smíchov pouze doplňkově obcházet nejužší centrum města, ve zbylé části byl totožný se středním okruhem.
V roce 1990 byl záměr vnitřního okruhu opuštěn a střední okruh byl přejmenován na Městský okruh, vnější na Pražský okruh (D0). Zpočátku se Městský okruh značil jako silnice R29, ale v roce 2005 byly v Praze všechny úseky silnic prvních tříd změněny na místní komunikace I. třídy a od číselného značení Městského okruhu se upustilo.
O zachování plánu na Městský okruh se vedly spory, které ukončilo schválení územního plánu Prahy 9. 9. 1999 (v době platnosti opoziční smlouvy na pražské radnici, kterou za ODS vedl primátor Jan Kasl, za ČSSD náměstek primátora Jiří Paroubek). Nakonec bylo prosazeno dostavění, ale s převedením téměř třetiny délky pod zem.
Ze strany ekologických sdružení a Strany zelených přetrvává kritika systému silničních okruhů v dopravní koncepci města. Tvrdí, že okruhy jsou dopravním řešením starým 50 let, které pro současnou úroveň automobilismu nejsou funkční. Hrozí riziko, že s okruhy spojovaná vidina rychlé dopravy autem se stane lákadlem pro větší množství vozidel, která by jinak zůstala na záchytných parkovištích P+R na okraji města.

## Historie a popis

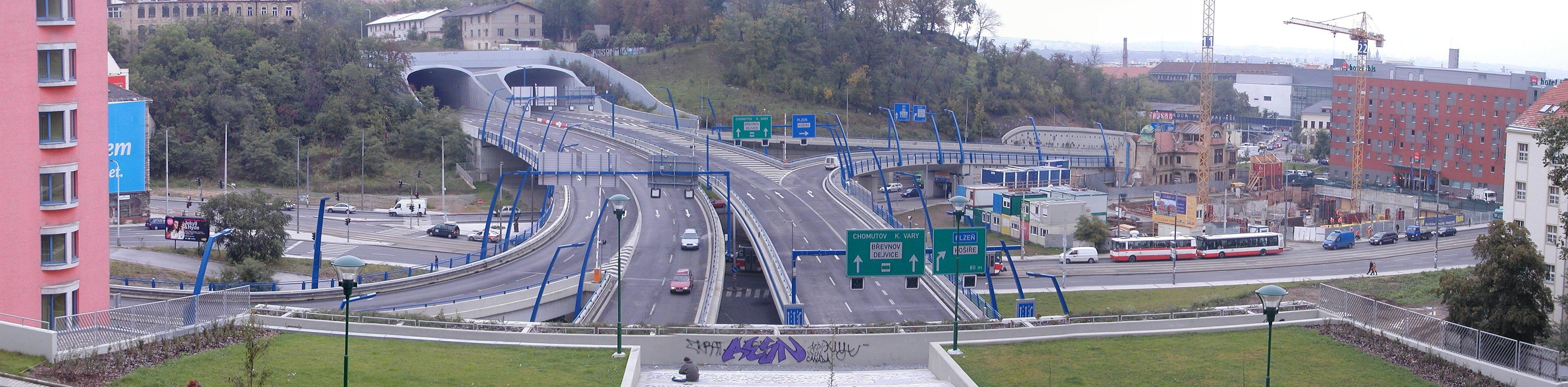
Strahovský tunel (2005)

Dokončená je celá jižní část okruhu od křižovatky Malovanka přes Barrandovský most až ke štěrboholské křižovatce. Kromě úseku od Zlíchova do Braníka je silnicí pro motorová vozidla, po postavení nového místního mostu od zlíchovského lihovaru k Podolí má být Barrandovský most rovněž vyhrazen rychlostní dopravě.

### Hotové úseky na jihovýchodě
- Barrandovský most byl budován v letech 1978–1988, jižní polovina zprovozněna 20. září 1983, severní v roce 1988. Na západním předmostí Barrandovského mostu se napojuje na Chuchelskou radiálu (ta posléze přechází v dálnici D4) a na barrandovskou estakádu k dálnici D5. Na východním předmostí křížení s pobřežní komunikací v Braníku.
- V 80. letech 20. století byla vybudována Jižní spojka v úseku Barrandovský most – Krč – Spořilov. Propojila dálnice D1 a D5. V úseku je křížení se starou budějovickou silnicí II/603, neúplné křížení se Severojižní magistrálou s odbočkou na Spořilov a křižovatka se Spořilovskou spojkou.
- Na konci 80. let byla Jižní spojka prodloužena na Zahradní Město a napojena na Švehlovu ulici. Stavební uzávěra v tomto úseku byla vyhlášena za Protektorátu, kdy tudy byla plánována dálniční tangenta. V úseku je křižovatka Zahradní Město-západ (s ulicí V Korytech) a křižovatka Zahradní Město-východ (s ulicí Švehlovou a Průběžnou).
- V rozmezí duben 1989 až prosinec 1997 byla Jižní spojka dokončena lanovým mostem přes nákladové nádraží. V zúžení za mostem přechází komunikace ve Štěrboholskou radiálu, která pokračuje ke křižovatce u Běchovic, kde se napojuje na Pražský okruh.

V současné době[kdy?] probíhalo tzv. zkapacitnění Štěrboholské radiály v místě plánované MÚK Rybníčky, kde Městský okruh provizorně přechází ve Štěrboholskou radiálu. Jednalo se o výstavbu druhé (jižní) větve této komunikace, předchozí provizorní řešení omezovalo kapacitu komunikace. Dokončení bylo plánováno na rok 2013, v září 2011 byl úsek částečně zprovozněn. Z tohoto místa by se Městský okruh měl v budoucnu oddělovat a pokračovat směr Balabenka.

### Hotové úseky na jihozápadě

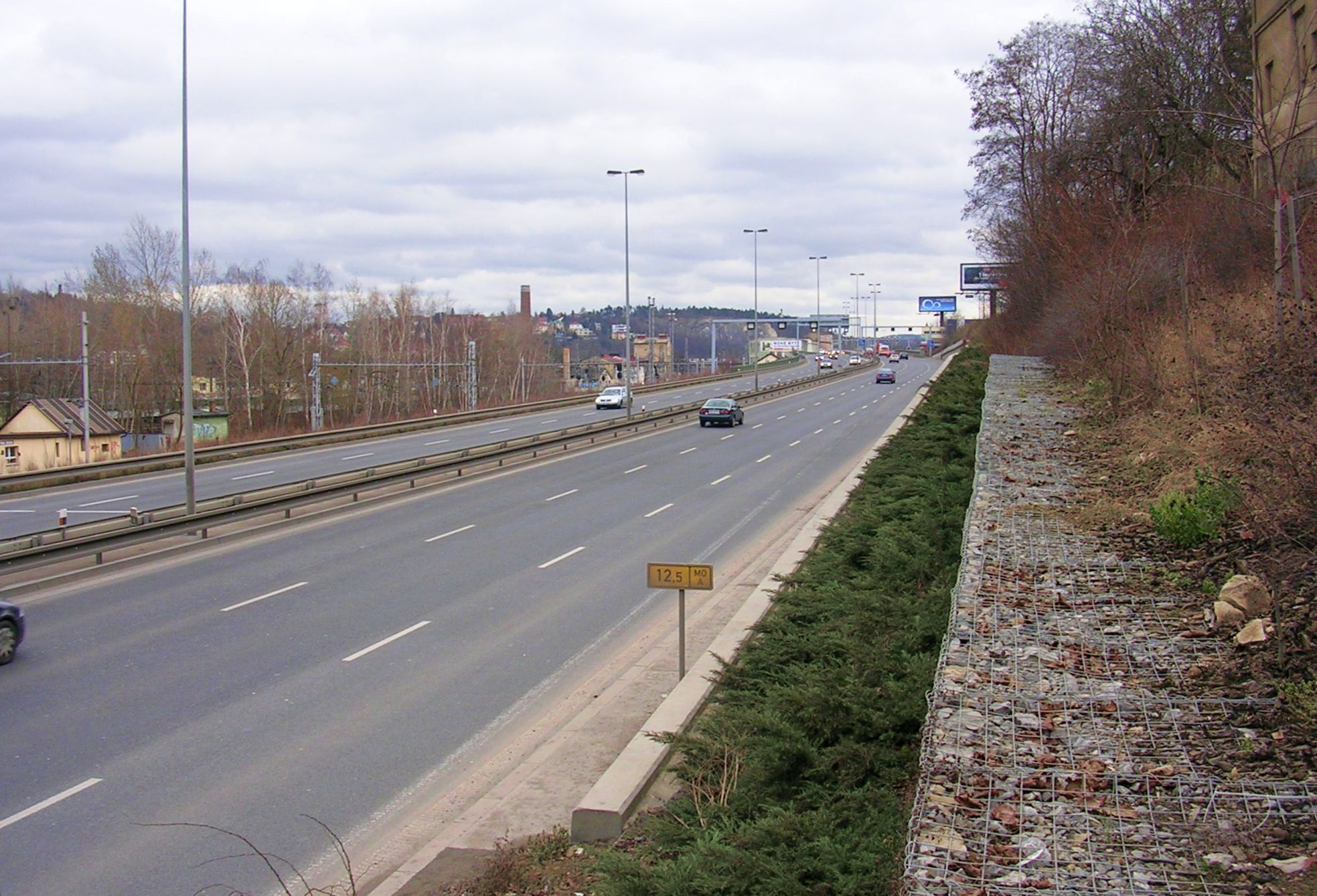
Dobříšská ulice (mezi tunelem Mrázovka a Zlíchovským tunelem (2007)

- od křižovatky Malovanka je již dokončen Strahovský tunel o délce 2 km, průzkumné štoly od roku 1979, výstavba započala 1985, proražení tunelu 1992, tunel dokončen 3. prosince 1997. Jižní předmostí s křižovatkou s ulicemi Plzeňskou a Vrchlického bylo pak ještě postupně upravováno až do doby zprovoznění tunelu Mrázovka
- tunel Mrázovka, dlouhý asi 1 km, byl kvůli sporům s odpůrci stavby dokončen až 26. srpna 2004. Uvnitř tunelu se odděluje větev mimoúrovňového křížení s Radlickou ulicí, kterou tunel podchází. V souvislosti s výstavbou křižovatky byla zkrácena pěší lávka přes Smíchovské nádraží.
- pokračuje Dobříšská ulice a Zlíchovský tunel (délka asi 200 m, podchází železniční stanici Praha-Smíchov), výstavba od roku 1998, úsek zprovozněn 28. října 2002. Tunel průpletem vyúsťuje na Strakonickou ulici. Podle plánů z dob socialismu se měl tento úsek od Plzeňské až ke Strakonické vést povrchově, s nutností zbourat část smíchovské zástavby a přemostit smíchovské nádraží estakádou. Ze Strakonické Městský okruh pokračuje mimoúrovňově na Barrandovský most.

### Úsek tunelovým komplexem Blanka

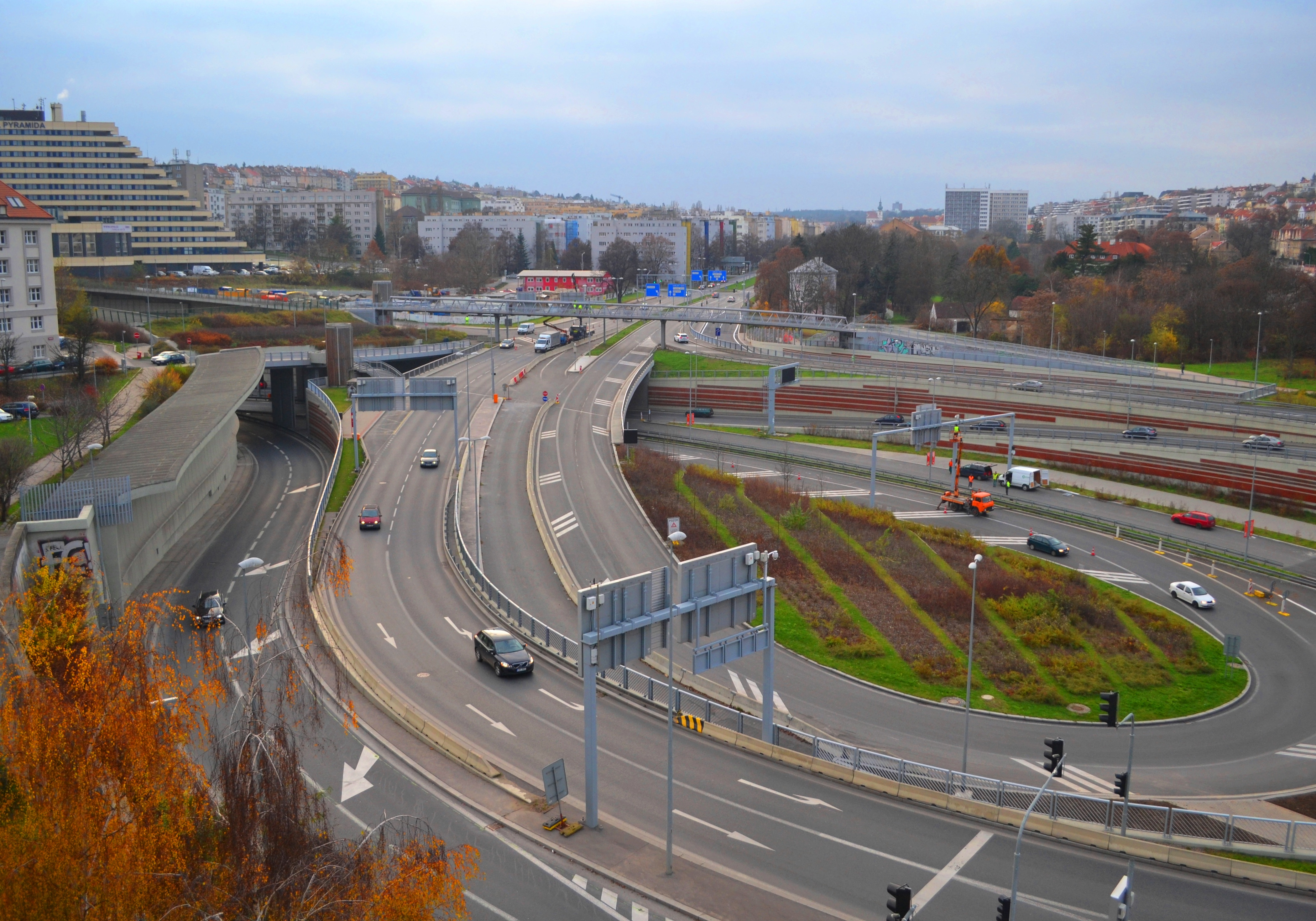
Mimoúrovňová křižovatka Malovanka (Praha 6)

- Mimoúrovňová křižovatka Malovanka na severním předportálí Strahovského tunelu byla vybudována v několika fázích. Nejprve zajistila vyústění Strahovského tunelu do Patočkovy ulice, v roce 2015 do ní byl zaústěn i navazující Brusnický tunel z komplexu Blanka. V budoucnosti by do ní měla zaústit i Břevnovská radiála, která by měla vést podzemně pod Patočkovou ulicí. Stavba mimoúrovňové křižovatky začala v roce 2005 a měla být dokončena v roce 2008.
- Úsek Malovanka – Prašný most – Špejchar – Troja je tvořen tunelovým komplexem Blanka, navazující krátký úsek MÚK Troja – MÚK Pelc-Tyrolka je veden povrchově. V MÚK Troja se okruh kříží s Trojským mostem a navazující ulicí Pod lisem. Tunelový komplex Blanka je 6,3 km dlouhá soustava tří navazujících ražených a hloubených tunelů pod hranicí Střešovic a Hradčan, pod Letnou, Stromovkou a Vltavou. Stavba zahrnuje mimoúrovňová křížení Prašný most (ulice Svatovítská směrem k Vítěznému náměstí), U Vorlíků (v prostoru Letné) a Troja. Stavba za 21 miliard začala v roce 2007, po opakovaných odkladech byla uvedena do provozu 19. září 2015.
  - Podle původních plánů měla trasa od Strahovského tunelu k Letné vést povrchově po ulicích Patočkově a Milady Horákové, pak měla vést v trase nynější kladenské železniční trati a od stadionu Sparty na Letné tunelem a kolem brány výstaviště k novému mostu přes Vltavu v Holešovicích, s nutností vykácet část Stromovky při hloubení tunelů.

### Připravované úseky na severovýchodě
- Pokračování Městského okruhu se v budoucnu od Štěrboholské radiály oddělí u Rybníčků, tedy těsně za koncem lanového mostu. Plánuje se pokračování kolem strašnického depa metra, pod nebo nad železniční tratí, tunelem pod starými Malešicemi, podél dnešní Spojovací ulice a tunelem pod žižkovským Balkánem.
- Zde naváže na již vybudovanou estakádu nad křižovatkou Balabenka. Zde se bude oddělovat Libeňská spojka zajišťující propojení s Proseckou radiálou v MÚK Vychovatelna.
- Dále podjezdem pod tratí a Povltavskou ulicí k Vltavě (MÚK Pelc-Tyrolka).

Výstavba těchto úseků se předpokládá pro léta 2024–2031.

## Kritika
Kritici namítají, že okruh v severozápadní části dopravu do města naopak přivádí, namísto aby před ním město chránil. Je veden v těsné blízkosti Pražské památkové rezervace a Hradčan. Stavby se zásadně dotýkají Letné a jejího okolí (Stromovka), kde se nachází mnoho parků a zalesněných ploch, které mají pro centrum města zásadní význam. Kritici srovnávají tuto část se Severojižní magistrálou, která je dnes považována za urbanistický omyl. 
Množství emisí se tunelovým vedením nesnižuje, emise vycházejí ven portály a výdechy tunelů. Mimoúrovňové křižovatky mají bariérový efekt a tunely s sebou nesou bezpečnostní rizika a vysoké investiční i provozní náklady. Okruh zatěžuje okolní povrchové komunikace, které slouží jako přivaděče. Nová komunikace mění dělbu dopravní práce ve prospěch automobilové dopravy, protože spojení veřejnou hromadnou dopravou je pomalejší a horší. Ekologická sdružení upozorňují na fakt, že stavba autostrády přes Letnou "nikdy neprošla expertním posouzením podle vlivu na životní prostředí". Několik kontroverzí se také objevilo kolem probíhající stavby tunelu Blanka. Podporu kritikům vyjádřilo mnoho známých osobností – např. Václav Havel, Ludvík Vaculík, prof. Erazim Kohák, Martin Fischer, Vladimír Mišík aj.
Výstavbu Městského okruhu financuje hlavní město Praha, nikoliv stát. Rychlost výstavby je závislá na finančních možnostech města. Výstavba okruhu představuje mimořádnou zátěž pro městský rozpočet, což se projevuje v drastickém omezení investic do jiných staveb včetně veřejné dopravy.
V lednu 2010 navštívila Prahu komise UNESCO, která prověřovala, nakolik je městská památková rezervace chráněna před necitlivými stavbami a dalšími zásahy. Tunelový komplex Blanka patřil k hlavním problémům, které komise prověřovala.

### Zhoršení emisí a kolon
Z analýzy spolku AutoMat vyplynulo, že po dokončení bude Městský okruh bude generovat 120 milionů kilogramů CO2 ročně, z čehož komplex Blanka generuje 70 milionů kg CO2 ročně. Toto zvýšení emisí podle analýzy anuluje pozitivní vliv elektromobilů v ulicích města. Prvotní efekt na množství emisí i dopravních kongescí může být pozitivní. Potom, co nastane dopravní indukce a uvolněné silnice se opět naplní, se znečištění ovzduší i dopravní kolony opět zhorší. Těmto negativním dopadům lze podle analýzy částečně předcházet zavedením mýta.

## Přehled úseků

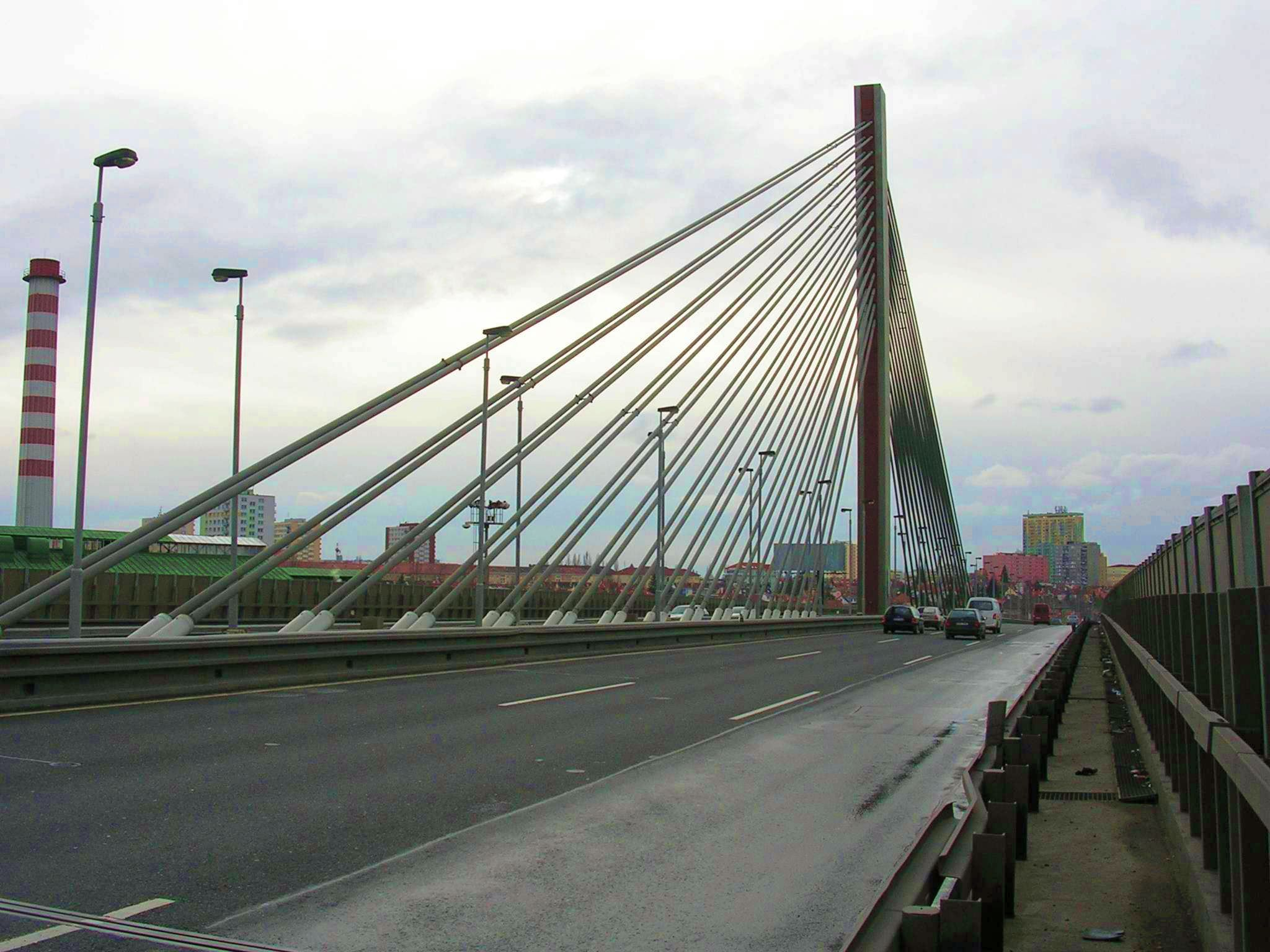
Lanový most na Jižní spojce (Strašnice)

| Číslo | Název                            | Délka  | Zahájení výstavby | Uvedení do provozu                     |
| ----- | -------------------------------- | ------ | ----------------- | -------------------------------------- |
|       | Štěrboholská radiála             | 5,3 km | 1989              | 1999                                   |
|       | Jižní spojka                     | 10 km  | 1985              | 1997                                   |
|       | Barrandovský most                | 352 m  | 1978              | 1/2 profil - 09/1983 2/2 profil - 1988 |
|       | Barrandovský most (modernizace)  |        | 2022              | 2025                                   |
|       | Strakonická                      | 0,8 km | ?                 | ?                                      |
| 0075  | Zlíchov - Radlická               | 2 km   | 11/1998           | 10/2002                                |
| 9543  | Radlická - Strahovský tunel      | 1,3 km | 12/1997           | 08/2004                                |
|       | Strahovský tunel                 | 2 km   | 1980              | 1997                                   |
|       | Tunelový komplex Blanka          | 5,5 km | 2007              | 2016                                   |
| 0081  | Pelc-Tyrolka - Balabenka         | 2,4 km | bude oznámeno     | bude oznámeno                          |
| 8313  | Libeňská spojka                  | 2,1 km | bude oznámeno     | bude oznámeno                          |
| 0094  | Balabenka - Štěrboholská radiála | 6 km   | bude oznámeno     | bude oznámeno                          |

## Křižovatky

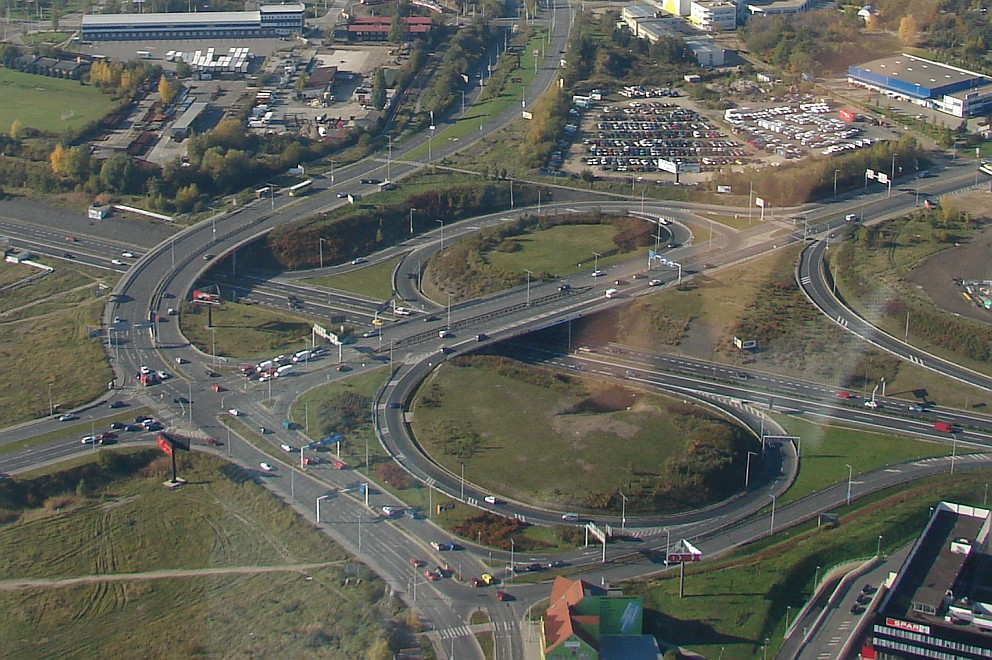
Komplikovaná křižovatka Štěrboholy u OC Europark na konci dnešního MO

| Název                                                | Stav křižovatky |
| ---------------------------------------------------- | --------------- |
| Rybníčky                                             | v přípravě      |
| Štěrboholy (Štěrboholská-Průmyslová-Černokostelecká) | v provozu       |
| Zahradní město - východ (Švehlova a Průběžná)        | v provozu       |
| Zahradní město - západ (V Korytech)                  | v provozu       |
| Spořilov                                             | v provozu       |
| Kačerov                                              | v provozu       |
| Krč - východ                                         | v provozu       |
| Krč - západ                                          | v provozu       |
| Braník                                               | v provozu       |
| Barrandovský most                                    | v provozu       |
| Zlíchov 1                                            | v provozu       |
| Zlíchov 2                                            | v přípravě      |
| Radlická                                             | v provozu       |
| Smíchov                                              | v provozu       |
| Malovanka                                            | v provozu       |
| Bubeneč                                              | v provozu       |
| Letná                                                | v provozu       |
| Trojský most                                         | v provozu       |
| Pelc - Tyrolka                                       | v provozu       |
| Balabenka                                            | v přípravě      |
| K Žižkovu                                            | v přípravě      |
| Českobrodská                                         | v přípravě      |
| Černokostelecká                                      | v přípravě      |
| V Olšinách                                           | v přípravě      |

#### Stránky o silnicích
- Městský okruh v Praze: Malovanka – Pelc-Tyrolka : neoficiální stránky o stavbě, anonymní web, ttnz.cz
- Městský okruh v Praze, České dálnice.cz, anonymní web
- Městský okruh MO Archivováno 26. 7. 2007 na Wayback Machine., Dálnice–silnice.cz, autor Lenny
- Rychlostnice MO – Městský okruh, Dálnice.com, Jan Slovík, 18. 11. 2001, přepracováno a doplněno 26. 2. 2007, poslední změny na stránce 12. 2. 2008
- PUDIS a.s., projektant, články též o částech Městského okruhu

#### Kritika
- Městský okruh = dálnice přes Prahu 6. Autor: Štěpán Boháč, Oživení – Greenways, zpracováno pro Centrum SOS Praha, duben 2004, web občanských iniciativ hostující na Econnect
- Zachraňme Letnou, petiční stránky (v září 2015 URL již nefunkční)
- Chceme pravdu o tunelu, stránky petičního výboru (v září 2015 URL již nefunkční)
- Městský okruh – dálnice uprostřed města, Štěpán Boháč, Centrum SOS Praha, duben 2004
- Městský okruh Praha – část II., Dopravní web, autor a datace textu neznámé, v září 2015 URL již nefunkční
- Městský okruh – stanovisko Karla Schwarzenberga, datace textu neznámá, v září 2015 URL již nefunkční

#### Fotografie a vizualizace
- Městský okruh 2007, video mapující celý Městský okruh v Praze v roce 2007, záběry z provozovaných úseků a vizualizace všech připravovaných úseků, České dálnice.cz, vznik 04/2007, publikováno 24. 10. 2008, autor: Satra, spol. s r.o.
- Městský okruh v Praze: Malovanka - Pelc Tyrolka, ttnz.cz, horal, 4. 8. 2007 (v září 2015 fotografie nedostupné)